# Emmanuel van der Linden d'Hooghvorst

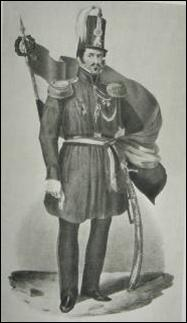
Emmanuel Van der Linden, baron d'Hooghvorst

Emmanuel-Constant-Prismes-Ghislain van der Linden baron d'Hooghvorst (Brussel, 7 juni 1781 - 15 april 1866) was een politicus in het Verenigd Koninkrijk der Nederlanden en in het koninkrijk België.

## Familie
Van der Linden behoorde tot de familie Van der Linden d'Hooghvorst die sinds 1544 tot de adel in de Zuidelijke Nederlanden behoorde. Hij was de zoon van baron Jean-Joseph van der Linden en Angélique de Gage. In 1816 kreeg Emmanuel adelserkenning met de overdraagbare baronstitel, onder het Verenigd Koninkrijk der Nederlanden.
Hij trouwde met Caroline de Wal Masbourg (1789-1874) en ze hadden twee zoons en twee dochters, onder wie hofdame Pauline van der Linden d'Hooghvorst.

## Burgemeester
De Van der Lindens waren tot het einde van het ancien régime heren van de heerlijkheid Meise. Emmanuel werd in 1807 burgemeester van de gemeente Meise en bleef dit tot aan zijn dood.
Hij werd er zeer gewaardeerd, onder meer omdat hij de wegen op eigen kosten liet verharden en de heropbouw van het dorp mee financierde na de brand die er in 1826 was ontstaan.
Na 1830 werd hij ook burgemeester van Wolvertem.
Na hem was zijn zoon Leon van der Linden (1812-1891) burgemeester van Meise.

## Politieke loopbaan

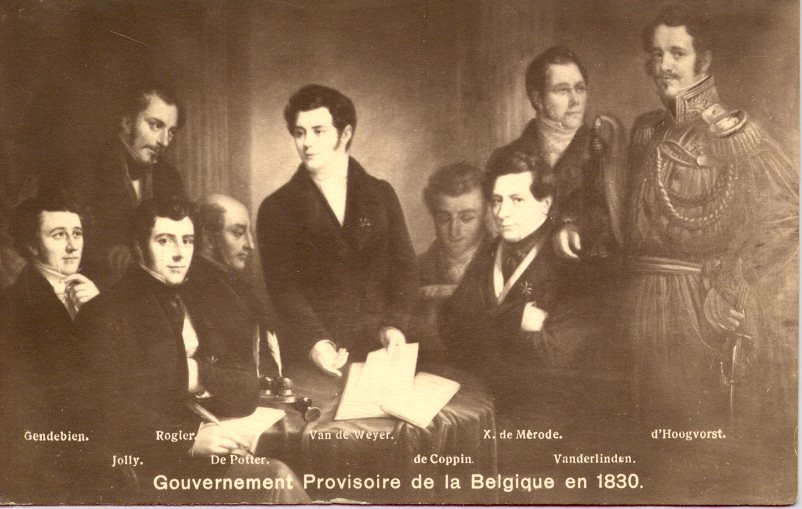
Van links naar rechts: Gendebien, Jolly, Rogier, de Potter, Van de Weyer, de Coppin, de Mérode, Van der Linden, Emmanuel van der Linden d'Hooghvorst.

Onder het Verenigd koninkrijk was Van der Linden d'Hooghvorst lid van de Provinciale Staten van Zuid-Brabant.
Na de rellen in Brussel van 25 en 26 augustus 1830, kreeg hij de leiding over de heropgerichte burgerwacht die de orde moest herstellen, met als tweede in bevel Charles Pletinckx. Hij drong bij de zoon van de koning aan op politieke hervormingen om de gemoederen te bedaren. Hooghvorst veroordeelde ook de toestroom van "revolutionaire vrijwilligers", onder meer uit het Luikse. Hij probeerde gevechten tussen de burgerwacht en het rumoerige volk te voorkomen, evenals gevechten met het regeringsleger, dat niettemin op 23 september vanuit Vilvoorde de stad binnentrok en het algemeen verzet uitlokte.
Op 24 september kwam het Voorlopig Bewind tot stand, met onder andere d'Hooghvorst, Rogier en Jolly. Hooghvorst duidde Joseph Van der Linden en José de Coppin aan als secretarissen. Hij bleef een voorstander van de prins van Oranje en werd om deze reden enigszins aan de kant geschoven. Hij werd slechts plaatsvervangend lid van het Nationaal Congres, dat hem nochtans op 31 december 1830 benoemde tot generaal voor het leven van de Belgische burgertroepen.
In februari-maart 1831 was hij betrokken bij een mislukte contrarevolutionaire actie tegen het erg Fransgezinde Voorlopig Bewind met de bedoeling koning Willem of zijn zoon weer op de Belgische troon te brengen.
Hij was de oudere broer van Joseph van der Linden d'Hooghvorst (1782-1846), die gedurende een langere tijd een belangrijke politieke rol speelde, als lid van het Nationaal Congres en als senator.

## Eretekens
- 1851: Commandeur Leopolsorde, KB 24 dec. 1851.

## Trivia
De D'Hoogvorststraat in Schaarbeek werd naar hem genoemd.